# مطار سودانكيلا
مطار سودانكيلا (بالفنلندية: Sodankylän lentokenttä)‏ (إياتا: SOT، إيكاو: EFSO) هو مطار في سودانكيلا، إقليم لابي، فنلندا، على بعد حوالي 3 كيلومتر (2 ميل) جنوب شرق مركز بلدية سودانكيلا.

## التاريخ
تم بناء المطار في الأصل في أوائل الأربعينيات من القرن العشرين، في البداية كان مطار توقف للرحلات الجوية إلى بيتسامو. كان يمتلك مدرج حصويأ طوله 1,100 متر (3,609 قدم) في عام 1971. تم الانتهاء من رصف الأسفلت ومبنى المحطة في عام 1989، وكانت هناك رحلات جوية مجدولة في 1989-1996. كانت هناك بعض الخطط لبناء مدرج جديد أطول لتمكين الرحلات الجوية المستأجرة المباشرة في أوائل العقد الأول من القرن الحادي والعشرين. تم تحويل مطار سودانكيلا إلى مطار غير خاضع للرقابة في 1 يوليو 2010. يخدم المطار اليوم كمطار طيران عام.

## روابط خارجية
- الموقع الرسمي
- Lentopaikat.fi - مطار سودانكيلا